# Peter Haglund
Sven Josef Peter Haglund, född 13 maj 1947 i Stockholm, död 6 oktober 2020 i Leksand, var en svensk advokat som ägde företaget Advokatfirman S J P Haglund AB. Som advokat var han huvudsakligen verksam i Falköping. 
Peter Haglund var under några år ordförande för Sveriges Mansjourers Riksförbund.
Haglund var engagerad i sexualbrottsmål och var ofta offentlig försvarare för sexualbrottsmisstänkta. Han drev bland annat ett fall 2010 som rörde våldtäkt mot barn till Högsta domstolen efter att hans klient blev dömd i Göta hovrätt efter tingsrättens friande dom och fått prövningstillstånd beviljad. Högsta domstolen meddelade dom i målet den 28 december 2010 och ogillade åtalet.
Han hade den 8 maj 2006 en debattartikel publicerad i Aftonbladet om sexualbrottsmål tillsammans med en rad andra advokater där de påpekade brister i domstolarnas bedömningar i dessa fall. Vidare var han advokat i ett uppmärksammat mordfall. Den 24 augusti 2006 pläderade Haglund med flera andra advokater på DN Debatt för att Billy Butt skulle få resning beviljad av Högsta domstolen.